# L'Olivier (film, 1976)
Pour les articles homonymes, voir L'Olivier (homonymie).
Pour plus de détails, voir Fiche technique et Distribution.
L'Olivier est un documentaire français réalisé par le groupe cinéma de l'université de Vincennes (Ali Akika, Guy Chapouillié, Danièle Dubroux, Serge Le Péron, Jean Narboni, Dominique Villain) et sorti en 1976.

## Synopsis
Une tentative d'explication, à partir d'interviews enregistrées entre 1973 et 1975, des causes et du développement du conflit israélo-palestinien.

## Fiche technique
- Titre : L'Olivier
- Réalisation : Groupe cinéma de l'université de Vincennes
- Musique : Cheikh Imman
- Production : Groupe cinéma Vincennes
- Pays d'origine :  France
- Genre : documentaire
- Durée : 85 minutes
- Date de sortie : France - 3 mars 1976